# Rochus Gliese
Rochus Gliese (6. januar 1891 – 22. december 1978) var en tysk skuespiller, filminstruktør, produktionsdesigner og Oscarnomineret art director på tidlige film fra 1910'erne og 1920'erne.
Han blev født i Berlin, Tyskland.
I 1929 blev han nomineret til en Oscar for bedste scenografi ved den første Oscaruddeling for filmen Sunrise: A Song of Two Humans.